# Beziehungen zwischen Georgien und den Vereinigten Staaten
Die Beziehungen zwischen Georgien und den Vereinigten Staaten sind sehr eng und Georgien gehört zu den wichtigsten Verbündeten der Vereinigten Staaten im postsowjetischen Raum. Deutlich intensiviert wurden die Beziehungen in der Zeit nach dem Amtsantritt des prowestlichen Reformers Micheil Saakaschwili nach der Rosenrevolution ab 2003. Als Verbündeter der USA war Georgien zeitweise der drittgrößte Truppensteller im Irakkrieg und der größte Pro-Kopf-Entsender von Soldaten für den von den USA geführten Einsatz in Afghanistan. Im Gegenzug haben die USA Georgien in seinem Konflikt mit dem Nachbarn Russland unterstützt und sich für den NATO-Beitritt Georgiens ausgesprochen. Seit 2009 werden die georgisch-amerikanischen Beziehungen durch die Charta der strategischen Partnerschaft zwischen den USA und Georgien gestärkt, die vier bilaterale Arbeitsgruppen in den Schwerpunktbereichen Demokratie, Verteidigung und Sicherheit, Wirtschaft und Energie sowie zwischenmenschlicher und kultureller Austausch etablierte.

## Geschichte
Bis 1991 gehörte Georgien als Georgische Sozialistische Sowjetrepublik zur Sowjetunion, die während des Kalten Krieg mit den USA verfeindet war. Einige Georgier nahmen prominente Rollen in der Sowjetunion ein, wie der langjährige Diktator Josef Stalin oder der Außenminister Eduard Schewardnadse und arbeiteten in diesen Funktionen mit den Amerikanern zusammen. Mit dem Zerfall der Sowjetunion erkannten die USA die Unabhängigkeit Georgien am 25. Dezember 1991 an. Diplomatischen Beziehungen zwischen den USA und Georgien wurden am 24. März 1992 nach einem Gespräch zwischen Eduard Schewardnadse, dem Vorsitzenden des georgischen Staatsrats, und James Baker, dem US-Außenminister, aufgenommen. Die USA eröffneten ihre Botschaft in Tiflis am 23. April 1992. Ab 1994 begann Georgien an der Partnerschaft für den Frieden der NATO teilzunehmen und beteiligte sich auch an von den USA angeführten Friedensmissionen während der Jugoslawienkriege. Am 27. Februar 2002 berichteten die US-Medien, dass die USA etwa zweihundert Soldaten der United States Army Special Forces nach Georgien schicken würden, um georgische Truppen auszubilden. Das 20-monatige Trainingsprogramm sorgte für Unmut in Russland, das dies als Eindringen in seine Einflusssphäre empfand.

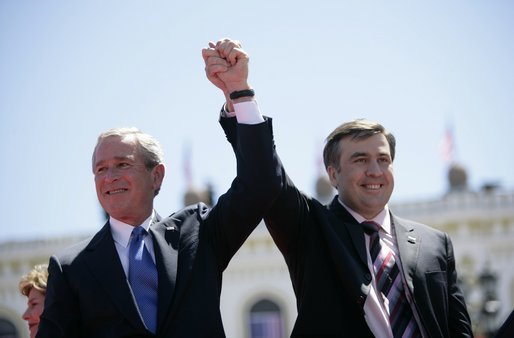
George W. Bush und Micheil Saakaschwili auf dem Freiheitsplatz in Tiflis (2005)

Nach der Rosenrevolution 2003 intensivierten sich die Beziehungen zu den USA deutlich, als sich Micheil Saakaschwili außenpolitisch eng an den Westen anlehnte und sich gleichzeitig von dem Nachbarland Russland distanzierte. So schloss sich Georgien der Koalition der Willigen im Irakkrieg an. Das georgische Kontingent im Irak bestand ursprünglich aus 300 Spezialkräften, die unter amerikanischem Kommando in Baquba zwei Brücken und drei amerikanische Basen bewachten. Im Juni 2005 wurden 550 weitere Soldaten entsandt, die unter amerikanischem Kommando eine gefährliche Mission in der Grünen Zone durchführten. Bis 2007 stieg das georgische Kontingent zum drittgrößten hinter den USA und dem Vereinigten Königreich auf, mit knapp 2000 Soldaten. Georgien unterstütze ab 2004 auch die Operation Enduring Freedom in Afghanistan. Hier war Georgien der größte Entsender von Soldaten im Verhältnis zur Bevölkerungsgröße und bis zum Ende der Mission setzte Georgien hier insgesamt 20.000 Soldaten ein. Im Irak verloren die georgischen Streitkräfte insgesamt fünf Personen und in Afghanistan 30 bis 2013. Dennoch stieß das Engagement in Afghanistan und im Irak auf kaum öffentlichen Widerspruch im Land, auch da sich die Bevölkerung von den USA Schutz vor dem übermächtigen Nachbarn Russland erhoffte.
Für die Unterstützung amerikanischer Militäreinsätze wurde Georgien mit engeren Beziehungen belohnt. Im Mai 2005 besuchte US-Präsident George W. Bush Georgien und wurde von zehntausenden Menschen empfangen. Er lobte dabei die Rosenrevolution und die Bemühungen zur Bekämpfung der Korruption. Bei dem NATO-Gipfel in Bukarest 2008 sprachen die USA sich für einen NATO-Beitritt Georgiens (und der Ukraine) aus, wurden dabei allerdings von Deutschland und Frankreich gebremst. Während des Ausbruchs des Krieges zwischen Georgien und Russland am 8. August 2008 war Georgien gezwungen, sein gesamtes 2.000 Mann starkes Kontingent aus dem Irak abzuziehen, um in der Heimat Hilfe zu leisten. Die USA verurteilten die Aggression gegen Georgien. Washington verzichtete zwar auf direkte Militäraktionen, setzte aber Militärflugzeuge und Seestreitkräfte ein, um Georgien Hilfe zu leisten und so seine Unterstützung zu signalisieren. Nach dem Krieg stellten die USA auf Anraten von Vizepräsident Joseph Biden eine Milliarde Dollar bereit, um Georgien beim Wiederaufbau zu helfen. Am 9. Januar 2009 unterzeichneten die US-Außenministerin Condoleezza Rice und der georgische Außenminister Grigol Waschadse eine strategische Partnerschaft, die Bereiche der Zusammenarbeit festlegte und die Unterstützung der USA für die territoriale Integrität Georgiens und die NATO-Mitgliedschaft Georgiens bekräftigte.

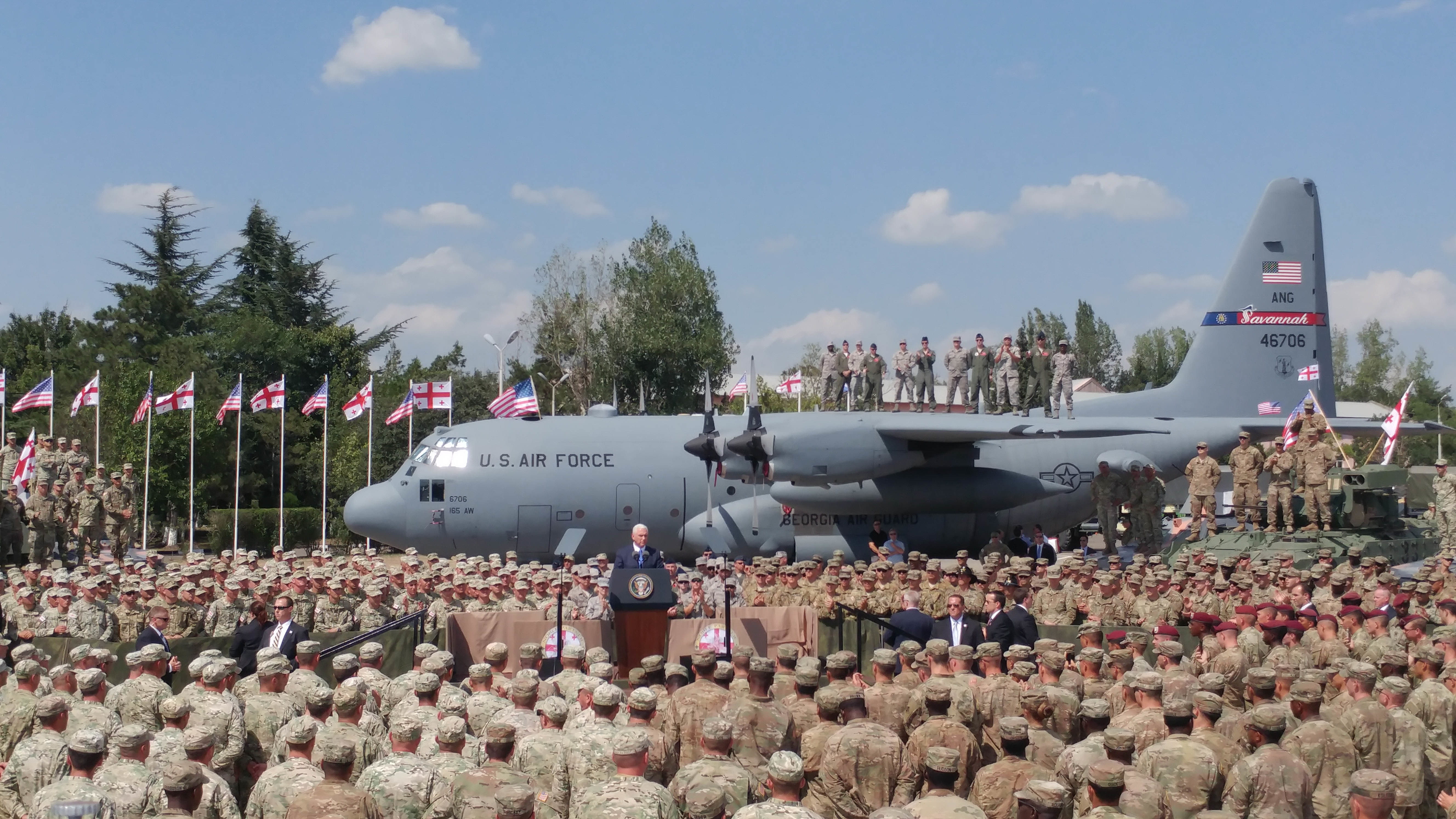
US-Vizepräsident Mike Pence in Georgien (2017)

Nachdem georgische Hoffnungen auf einen Beitritt zur NATO enttäuscht wurden und der Russisch-Ukrainische Krieg 2022 mit einem großangelegten russischen Angriff auf die Ukraine eskaliert war, begann die georgische Regierung ihre Außenpolitik zu überdenken. 2023 sorgte der georgische Ministerpräsident Irakli Gharibaschwili für Aufsehen, als er verkündete: „Einer der Gründe für (den Ukrainekrieg) war die NATO; die Erweiterung der NATO. Was wir sehen, sind die Konsequenzen.“ Am 5. April 2023 verhängte das US-Außenministerium Visabeschränkungen gegen verschiedene georgische Politiker, denen die USA „signifikante Korruption“ vorwarfen. Am 24. Mai 2024 kündigten die USA an, dass sie ihre Zusammenarbeit mit Georgien aufgrund des Gesetzes über „ausländische Agenten“, das Massenproteste im Land ausgelöst hatte, neu bewerten würden. US-Außenminister Antony Blinken kündigte Visabeschränkungen für bestimmte Personen an, die mit der „Untergrabung der Demokratie in Georgien“ in Verbindung gebracht werden und mit der regierenden Partei Georgischer Traum in Verbindung stehen, die die Entscheidung kritisierte und Washington Drohungen und Erpressung vorwarf, um die Unabhängigkeit Georgiens einzuschränken.

## Wirtschaftsbeziehungen
Beide Länder haben 1994 ein Investitionsabkommen geschlossen. Im Februar 2012 wurde vereinbart, dass die USA und Georgien mit der Ausarbeitung eines Freihandelsabkommens beginnen, das Georgien zum einzigen europäischen Land mit einem solchen Vertrag mit den Vereinigten Staaten machen würde. Georgien hat auch Hilfen aus dem Millennium Challenge Account erhalten. 
Amerikanische Staatsbürger, die Georgien als Touristen besuchen wollen, benötigen kein Visum für die Einreise. 
Der bilaterale Handel zwischen beiden Ländern hatte 2022 ein Volumen von 1,5 Milliarden US-Dollar, davon waren 1,2 Milliarden Dollar amerikanische Importe aus Georgien und 0,3 Milliarden waren amerikanische Exporte nach Georgien.

## Diplomatische Standorte
- Georgien hat eine Botschaft in Washington, D.C. und Generalkonsulate in New York City und San Francisco.
- Die Vereinigten Staaten haben eine Botschaft in Tiflis.

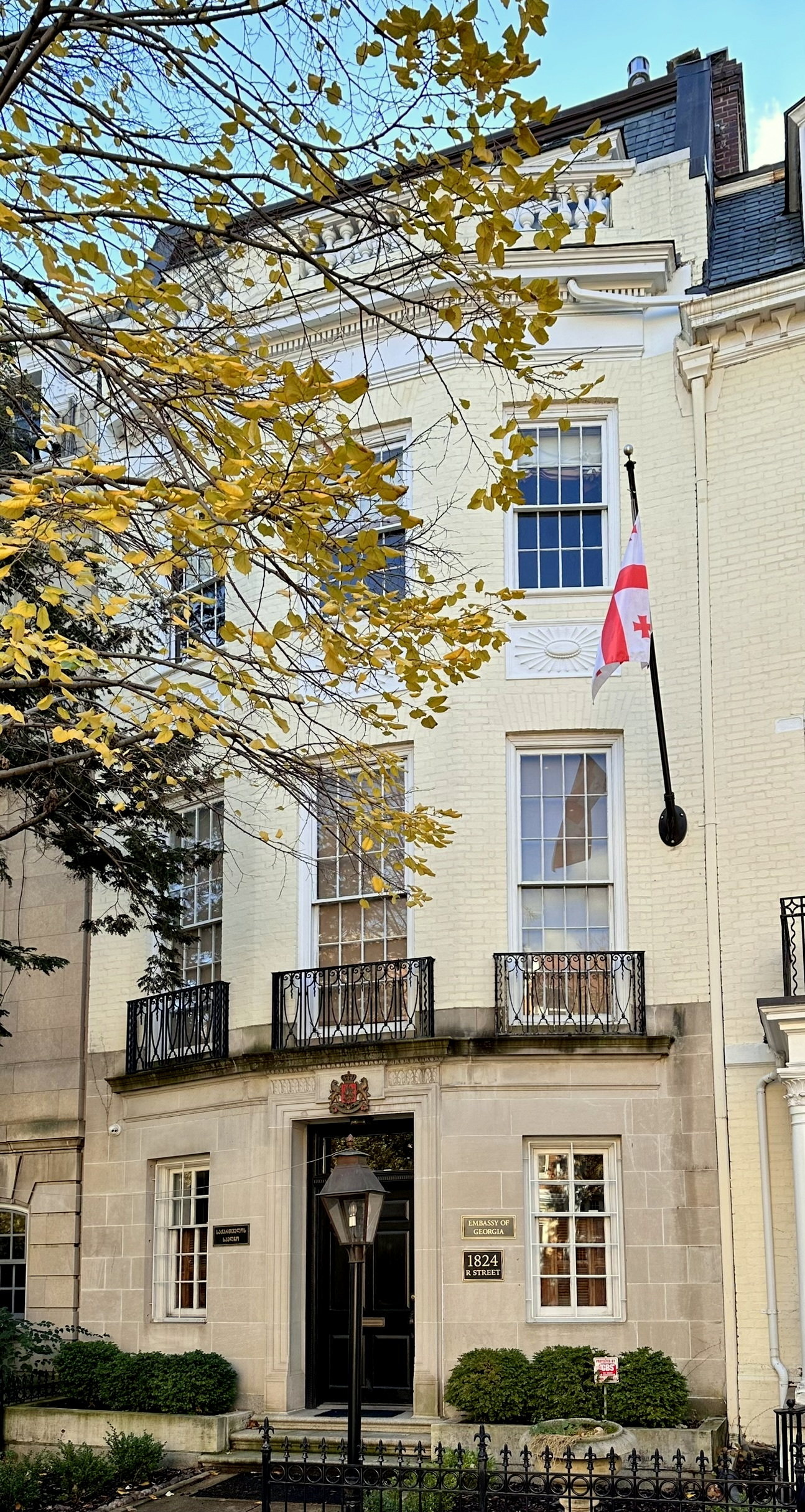
Georgische Botschaft in Washington
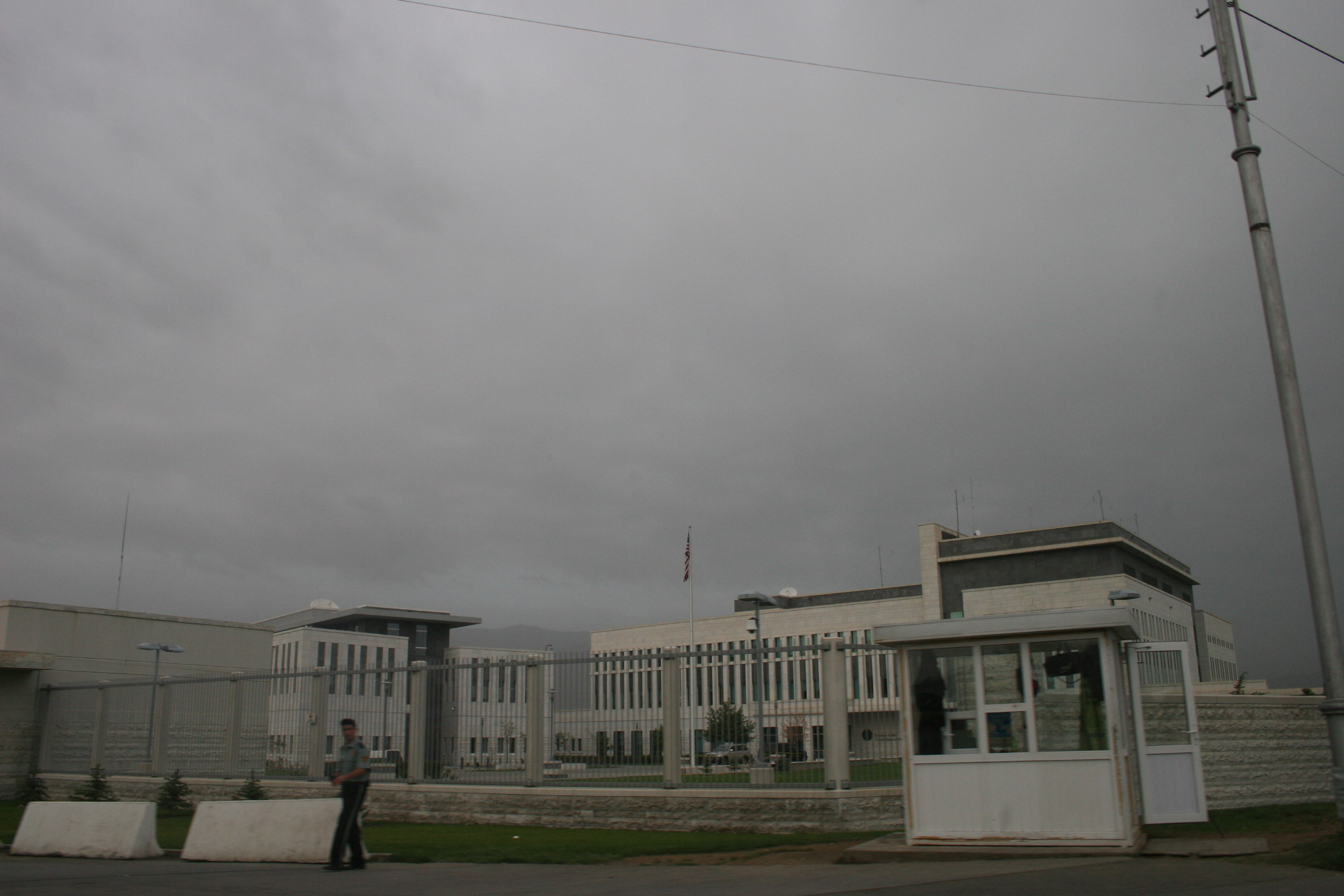
US-Botschaft in Tiflis